# Franz Fuexe
Franz Fuexe ist eine österreichische Punk-Band aus dem Mostviertel. 

## Geschichte
Die 2012 in Niederösterreich gegründete Band mischt Punk und Hardcore mit Elementen des Hip-Hop, Jazz, Funk und Blues. Als musikalische Einflüsse geben Franz Fuexe „Hubert von Goisern und 90er Joa Gangsta Rap“ an. Die vorwiegend minimalistisch gehaltenen Liedtexte werden im Mostviertler Dialekt vorgetragen.
Der Bandname ist eine Anspielung auf den österreichischen Bombenattentäter Franz Fuchs. Für die Band, die sich im politischen linken Spektrum verortet, sind Provokation und Kontroversen, aber auch Humor und Selbstironie wesentliche Bestandteile des Auftritts.
Im Jahr 2014 erschien das Debütalbum Nihilismus 0.0 im Eigenlabel „Du Deppade Sau Entertainment“. 2017 folgte das Album Die Neue Unordnung, das von Bilderbuch-Produzent Zebo Adam produziert wurde. Im Frühjahr 2019 veröffentlichte die Band ihr drittes Album >Musik, ebenfalls von Zebo Adam produziert und beim österreichischen Label „Honigdachs“ erschienen.
Die Veröffentlichungen von Franz Fuexe wird von Musikkritikern überwiegend positiv aufgenommen. Christian Schachinger von Der Standard schrieb in einer Albumrezension etwa: „Das aus dem niederösterreichischen Mostviertel kommende Quartett Franz Fuexe zählt aufgrund seiner musikalischen Körperspannung und weltanschaulichen Grundgestimmtheit zu den gegenwärtig herausragendsten Bands in Österreich.“

## Diskografie
- 2014: Nihilismus 0.0 (Rough Trade)
- 2017: Die Neue Unordnung (Rough Trade)
- 2019: >Musik (Honigdachs / Hoanzl)
- 2022: Franz Fuexe (Honigdachs / Hoanzl)